# SpaceX CRS-7
SpaceX CRS-7 (также известный как SpX-7) — девятый, и первый неудачный, полёт автоматического грузового корабля Dragon компании SpaceX. Седьмой полёт в программе снабжения МКС, выполняемый SpaceX по контракту Commercial Resupply Services (CRS) с NASA.
Полёт корабля Dragon завершился аварией ракеты-носителя Falcon 9 через 2,5 минуты после запуска.
Первый в истории МКС случай, когда второй подряд космический корабль не смог долететь до Международной космической станции — Dragon должен был лететь туда после грузового корабля Прогресс М-27М, запуск которого был столь же неудачным.
Представители NASA Билл Герстенмайер и Майк Сафредини, на пресс-конференции после аварии, сообщили, что ресурсов для экипажа на МКС хватает ещё на 4 месяца, до конца октября 2015 года. На ближайшие месяцы были запланированы запуски к МКС грузовых кораблей Прогресс М-28М (3 июля) и HTV 5 (16 августа).

### Запуск и авария
Запуск ракеты-носителя Falcon 9 состоялся в 14:21 UTC 28 июня 2015 года.
Через 2 минуты 19 секунд после запуска возникла полётная аномалия и спустя несколько секунд ракета-носитель разрушилась.
По заявлению Илона Маска, причиной произошедшего стало избыточное давление в баке с окислителем верхней ступени ракеты-носителя.

### Расследование причин аварии
20 июля 2015 года были озвучены предварительные результаты расследования произошедшей аварии. На специальном брифинге Илон Маск сообщил, что наиболее вероятной причиной аварии стало отломившееся стальное крепление, удерживающее сосуд с гелием, который используется для нагнетания давления в баке с жидким кислородом второй ступени. Гелий, находящийся под давлением 380 бар, начал выходить из повреждённого сосуда и спровоцировал избыточное давление в баке с окислителем второй ступени, что повлекло его разрыв и аварию ракеты-носителя.
Крепление около 60 см длиной и около 2,5 см толщиной в самом тонком месте. Оно отломилось при ускорении около 3,2 g, под нагрузкой всего в 1/5 от предельно допустимой нагрузки на эту деталь. Данный вид крепления компания SpaceX получает от стороннего поставщика оборудования, который не был назван. Испытание нескольких тысяч подобных деталей в процессе расследования выявило и другие крепления, сломавшиеся задолго до достижения предельно допустимой нагрузки, в них были обнаружены структурные дефекты металла.
В рамках решения проблемы, данный вид крепления, который устанавливался также и на первой ступени Falcon 9, не будет использован в будущих запусках. Все подобные крепления будут заменены на более прочные, изменённого устройства и заказанные у другого поставщика. Возможен переход со стали на сплав инконель. В дальнейшем компания планирует самостоятельно испытывать каждое крепление отдельно перед установкой.
Никаких других неполадок во время неудачного запуска обнаружено не было, однако расследование было продолжено. По словам Илона Маска, исправление обнаруженной проблемы займёт некоторое время, возвращение к запускам Falcon 9 ожидается не ранее сентября.
Кроме того, было озвучено, что корабль Dragon не пострадал во время аварии и смог бы приводниться после аварии при помощи парашютов, если бы имел необходимое программное обеспечение. В дальнейшем грузовые корабли Dragon будут оснащены данной системой аварийного спасения.

### Полезная нагрузка
Dragon должен был доставить на МКС 2477 кг. В герметичном отсеке 1951 кг (1867 кг без учёта упаковки), в том числе:
- продовольствие и вещи для экипажа — 676 кг;
- оборудование и детали станции — 461 кг;
- материалы для научных исследований — 529 кг;
- компьютеры и комплектующие — 35 кг;
- оборудование для выхода в открытый космос (в том числе новый скафандр EMU № 3017[6]) — 166 кг.

В негерметичном контейнере находился стыковочный узел IDA-1 для будущих пилотируемых космических кораблей Dragon V2 и CST-100. Масса узла — 526 кг.
Обратно на Землю Dragon должен был вернуть 675 килограммов полезного груза (620 кг без учёта упаковки), в том числе:
- вещи экипажа — 32 кг;
- оборудование и детали станции — 20 кг;
- материалы научных исследований — 303 кг;
- компьютеры и комплектующие — 1 кг;
- оборудование для выхода в открытый космос — 164 кг;
- мусор — 100 кг.

## Галерея

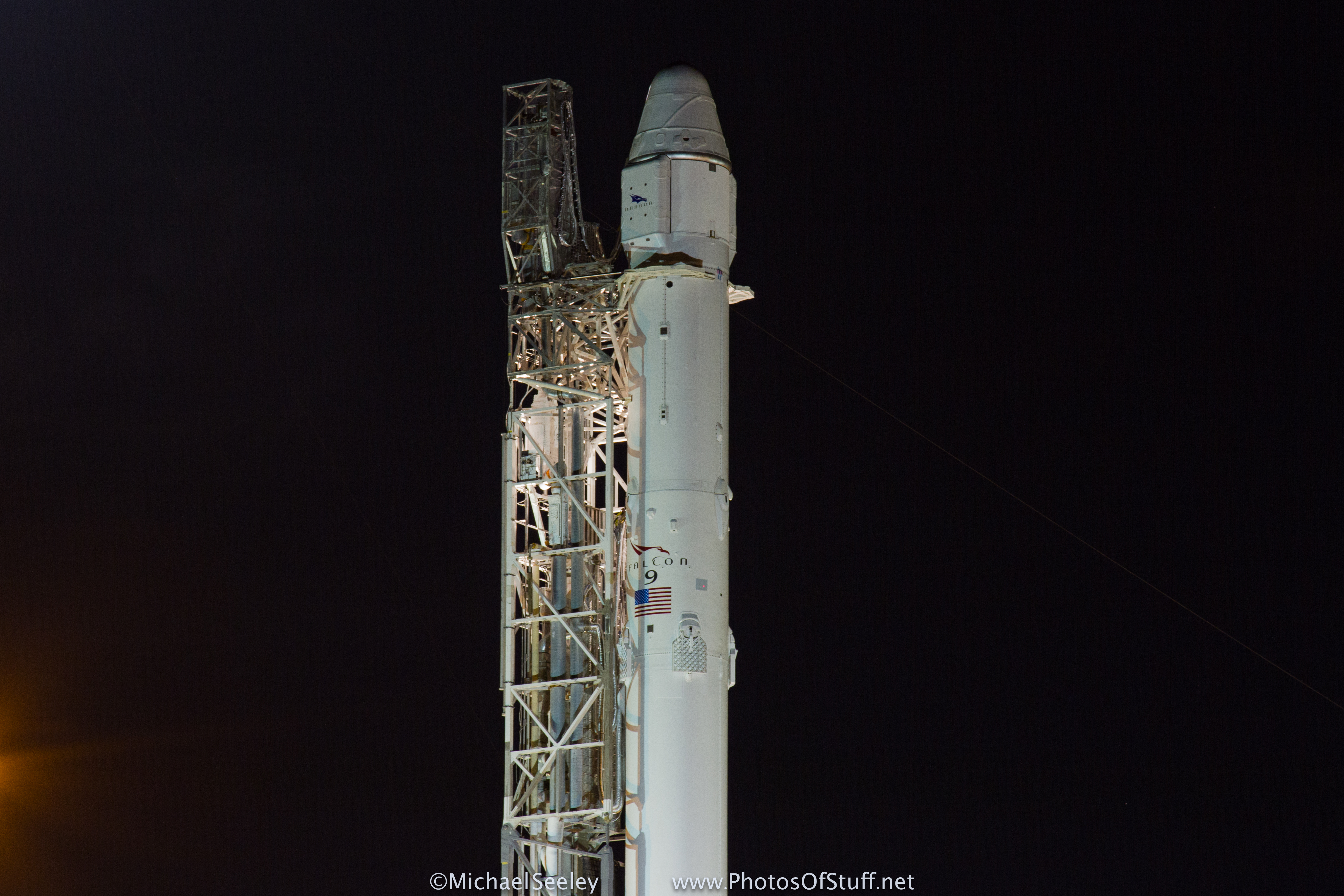
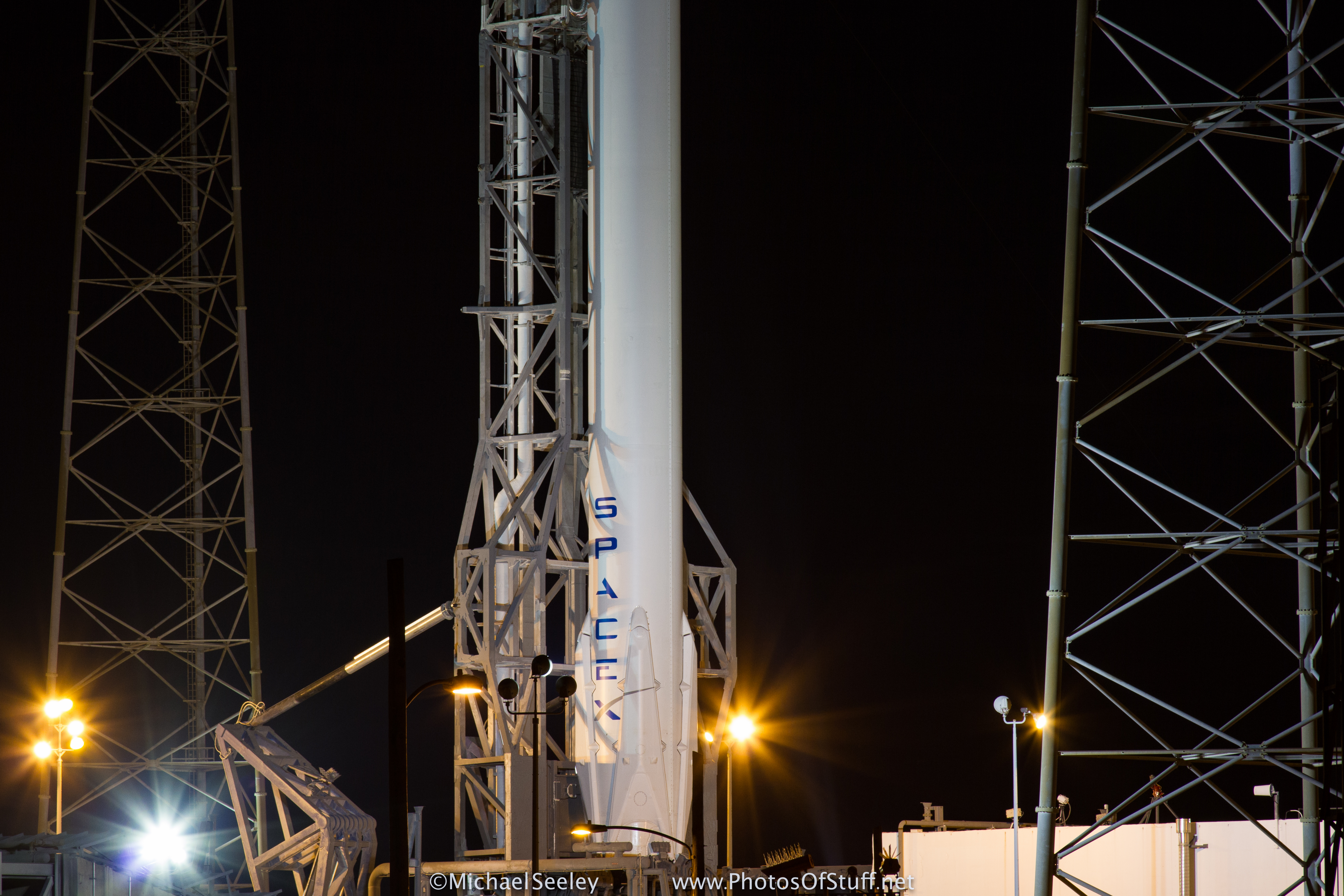
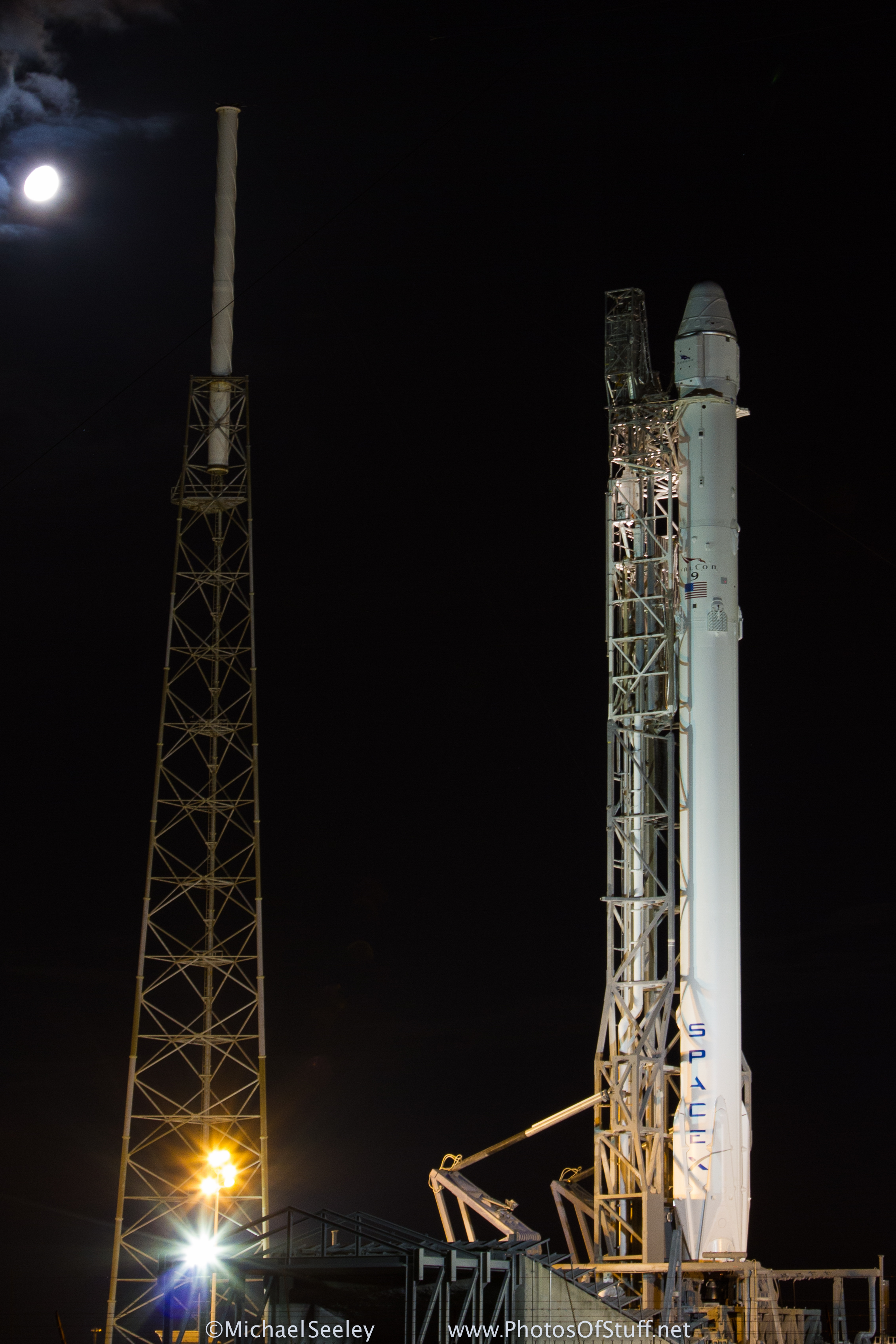
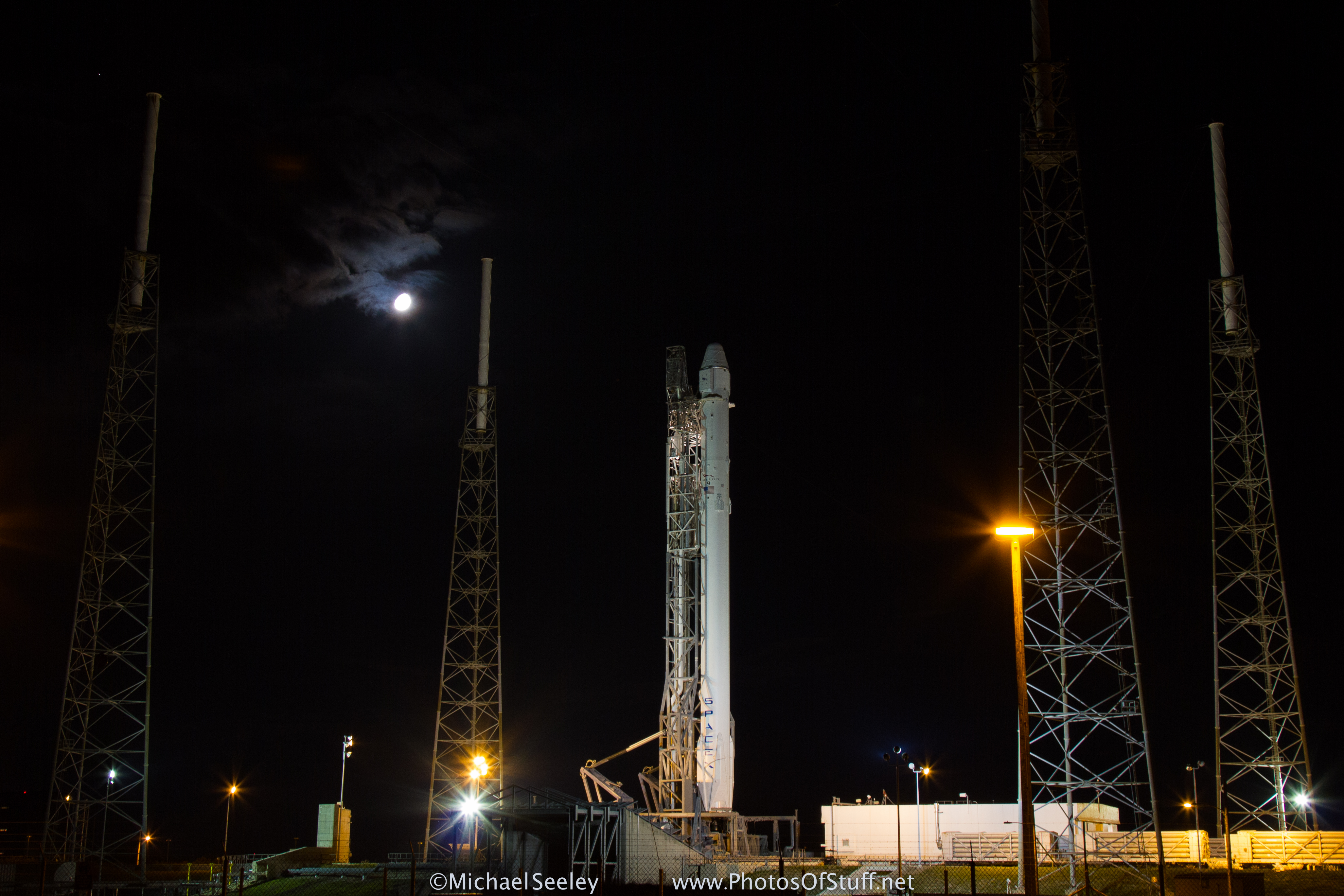
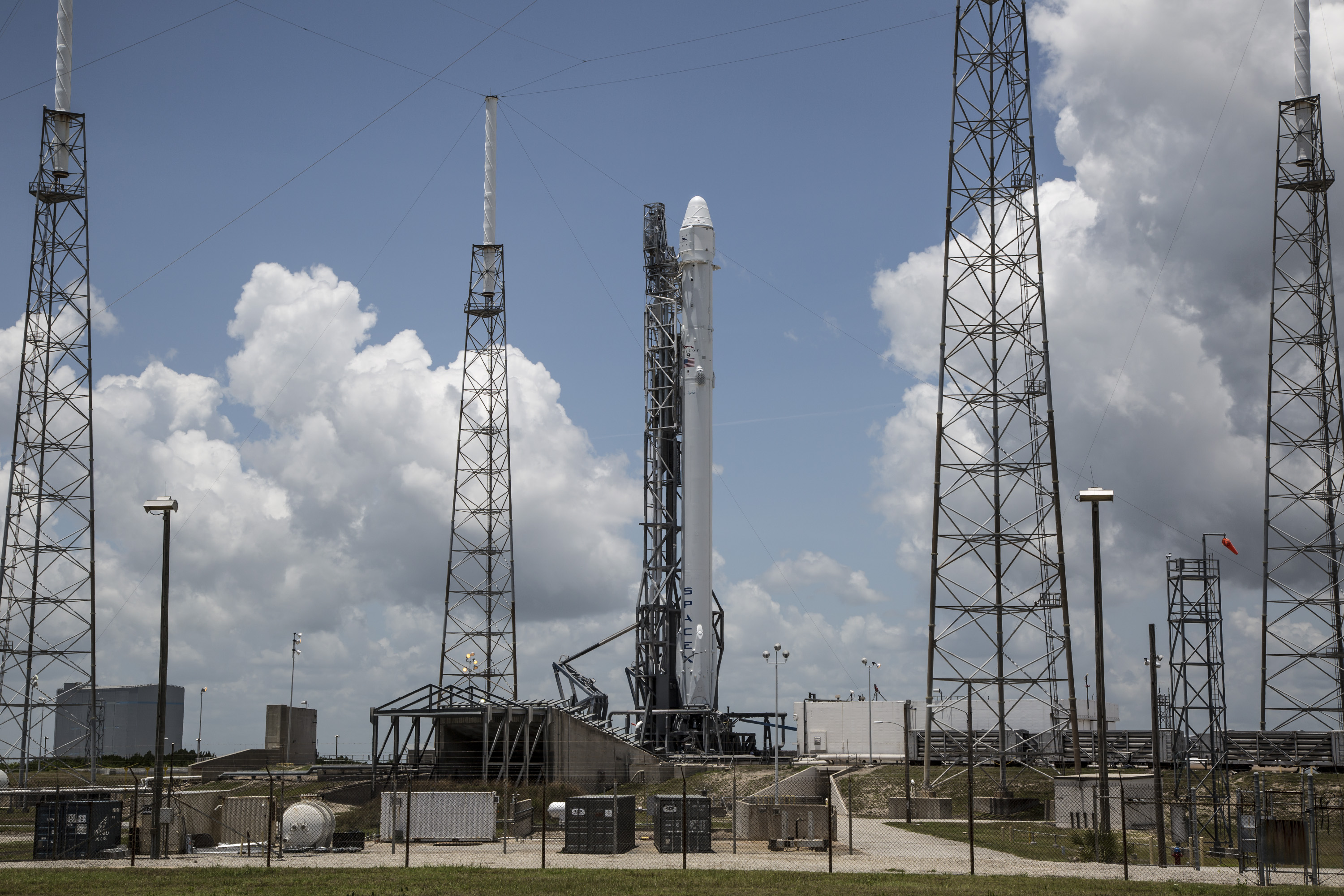
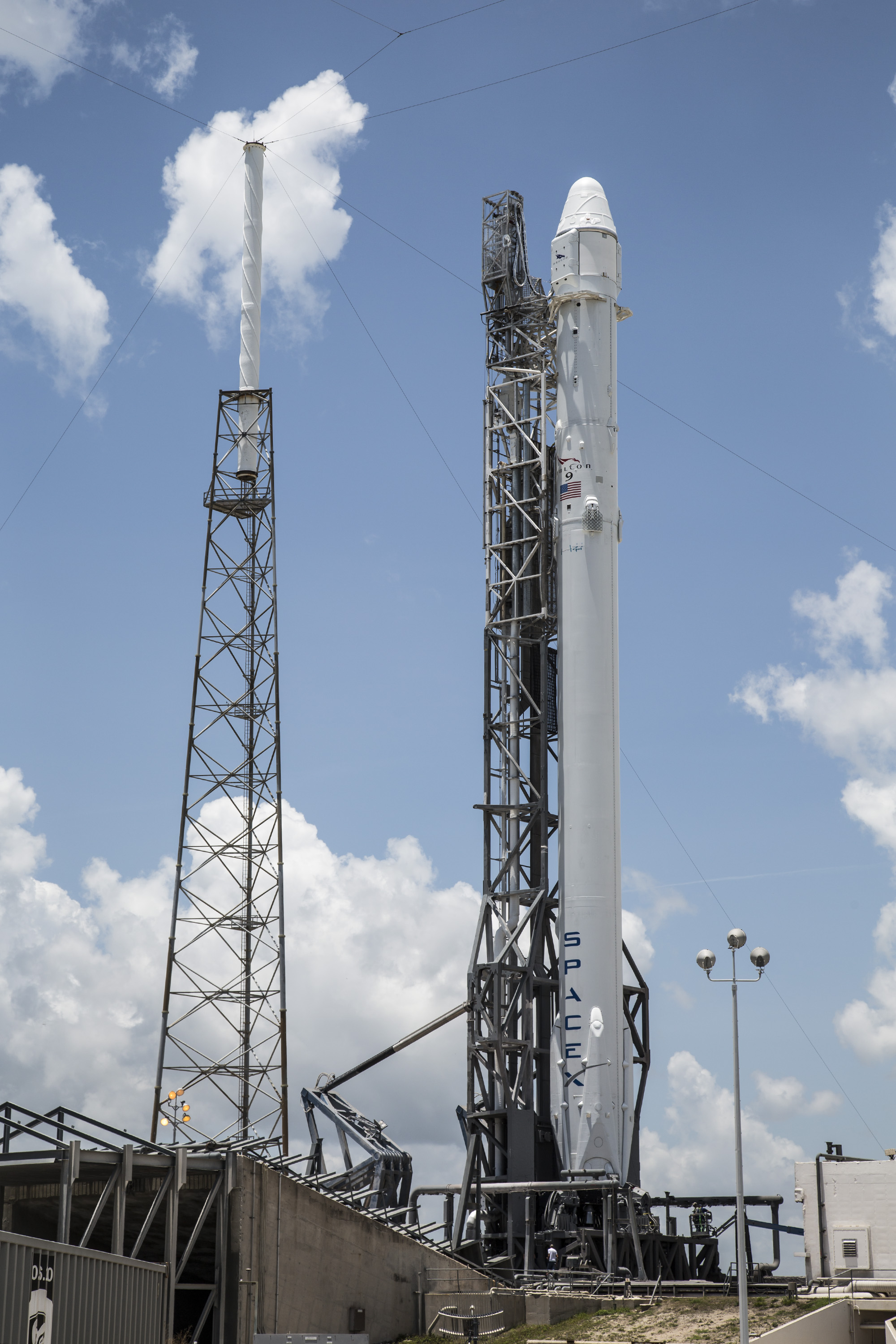
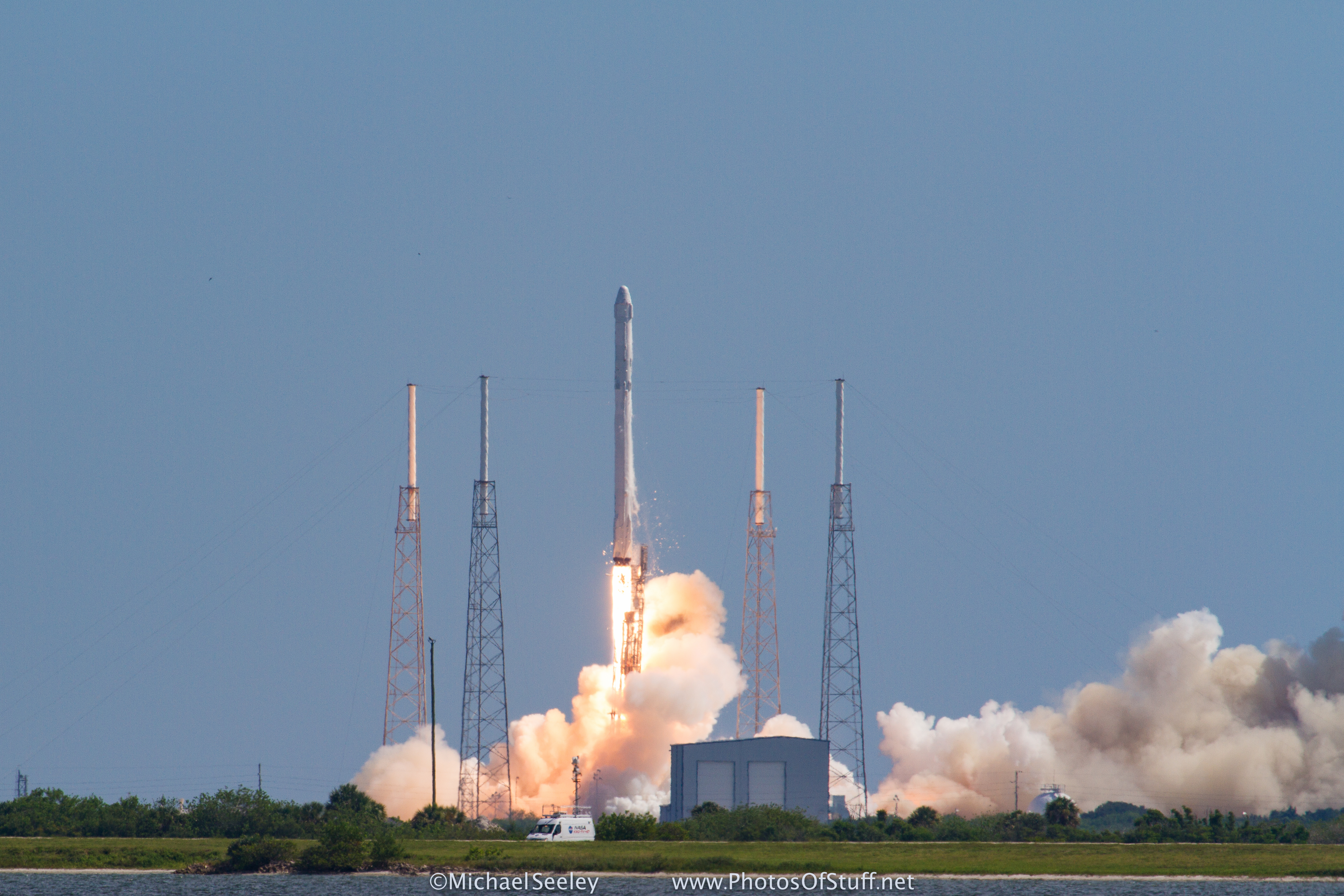
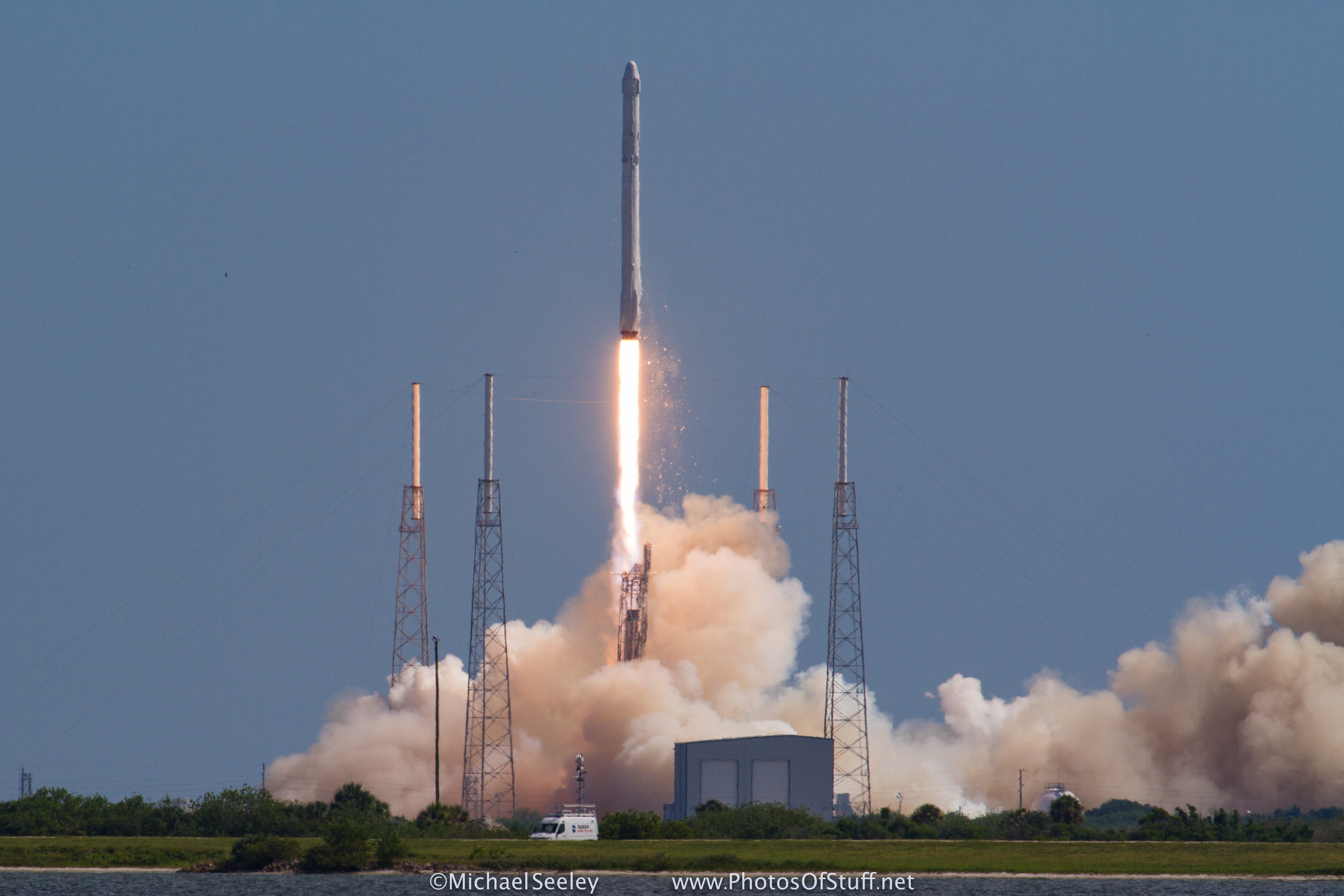
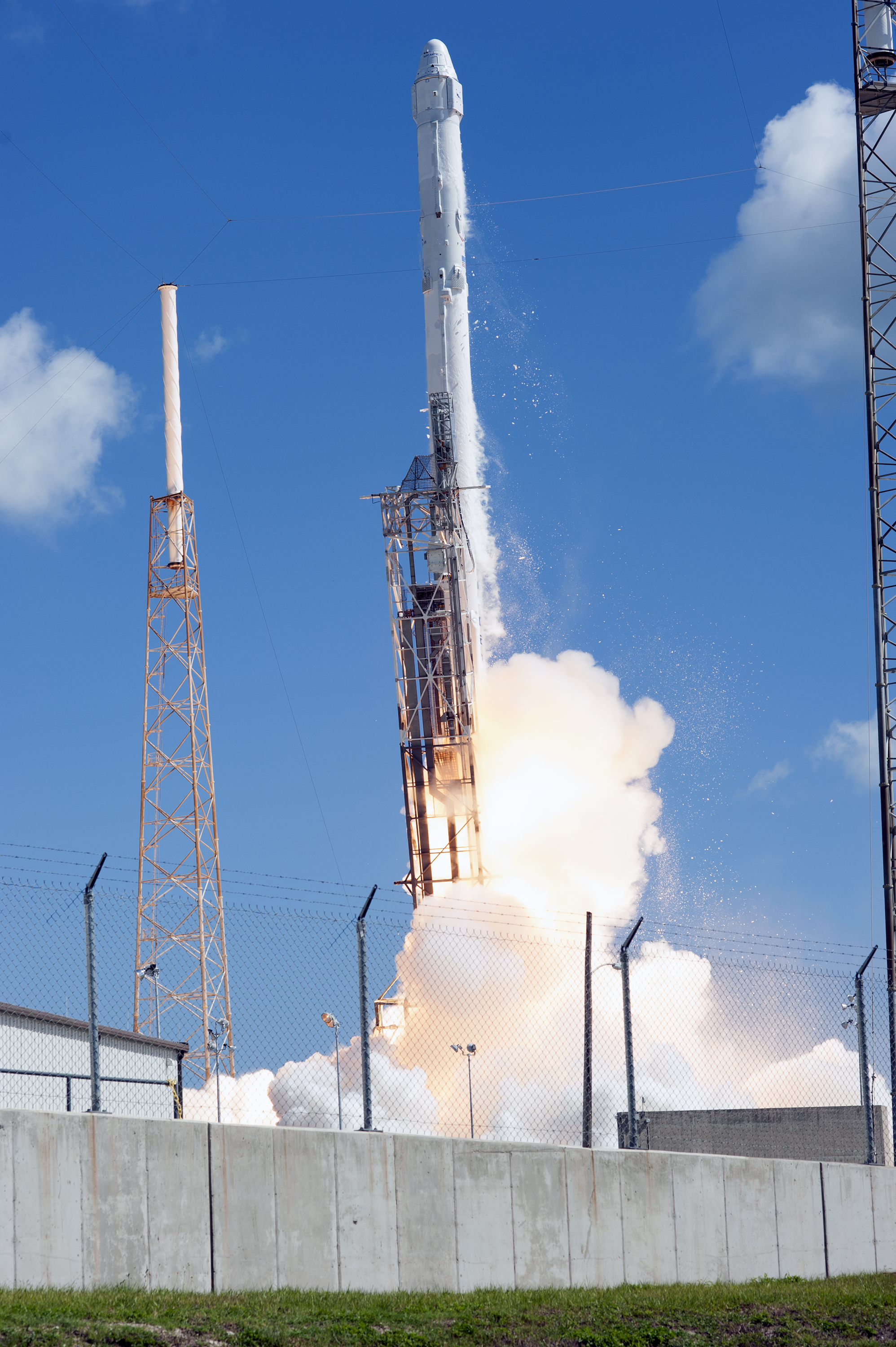
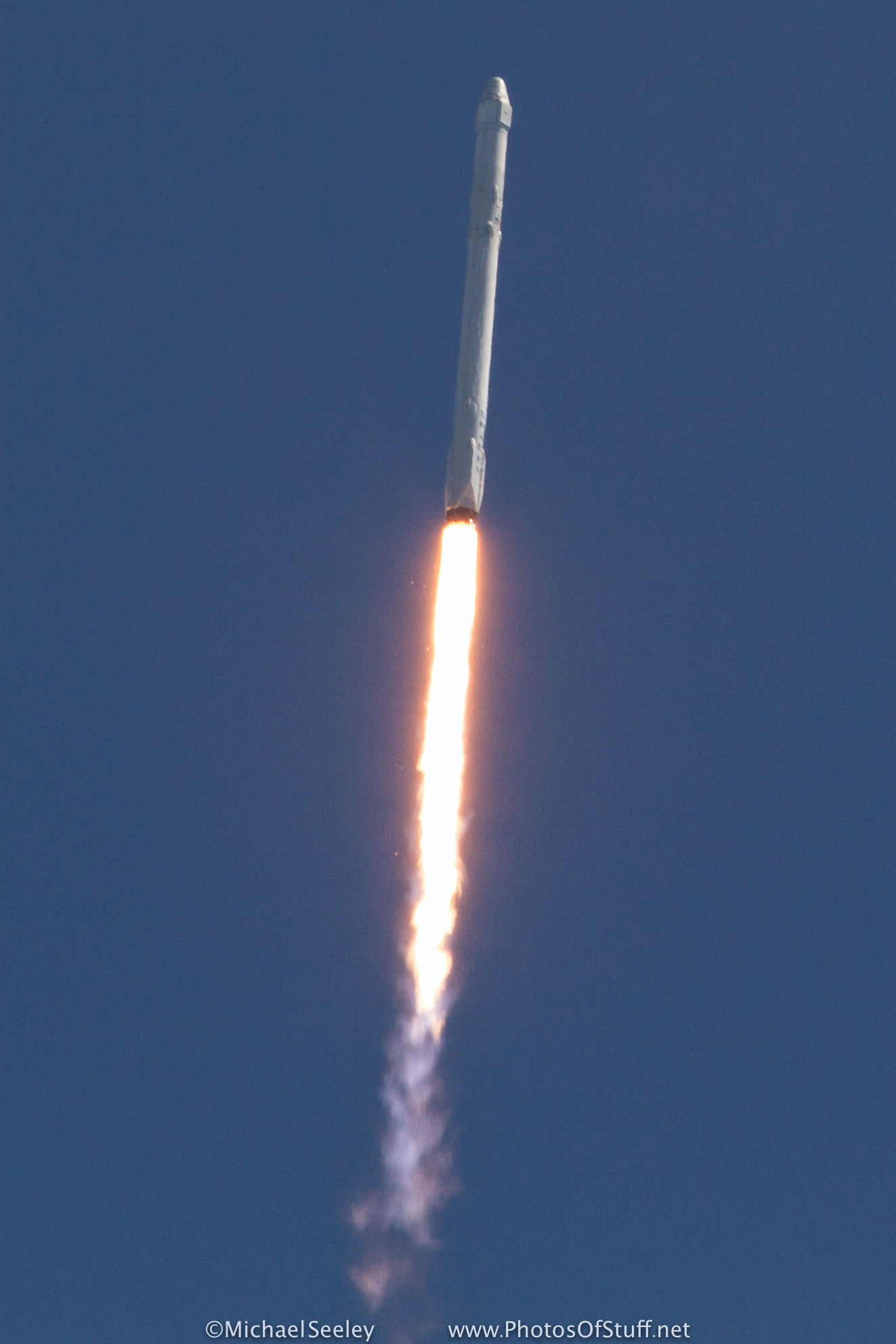
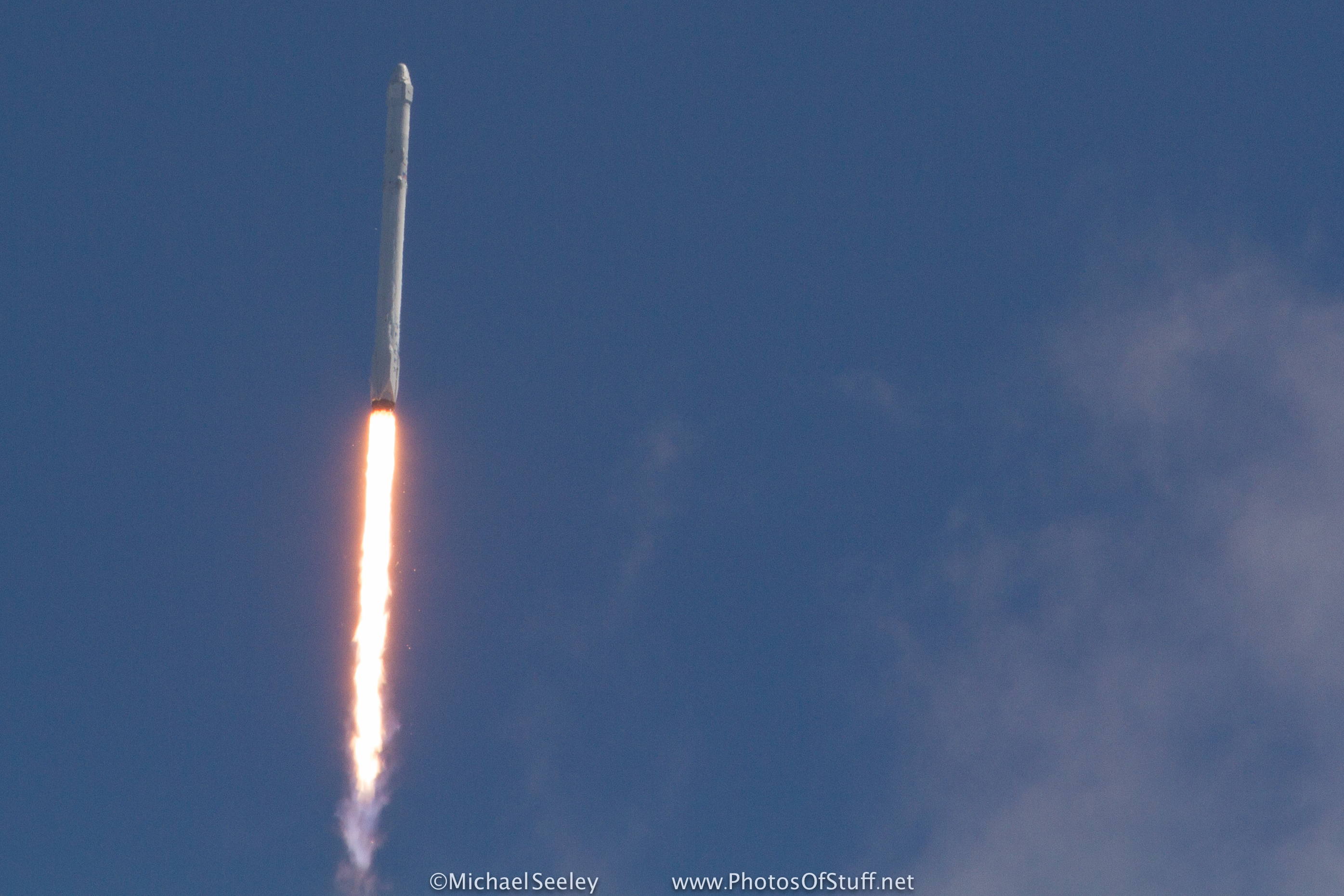
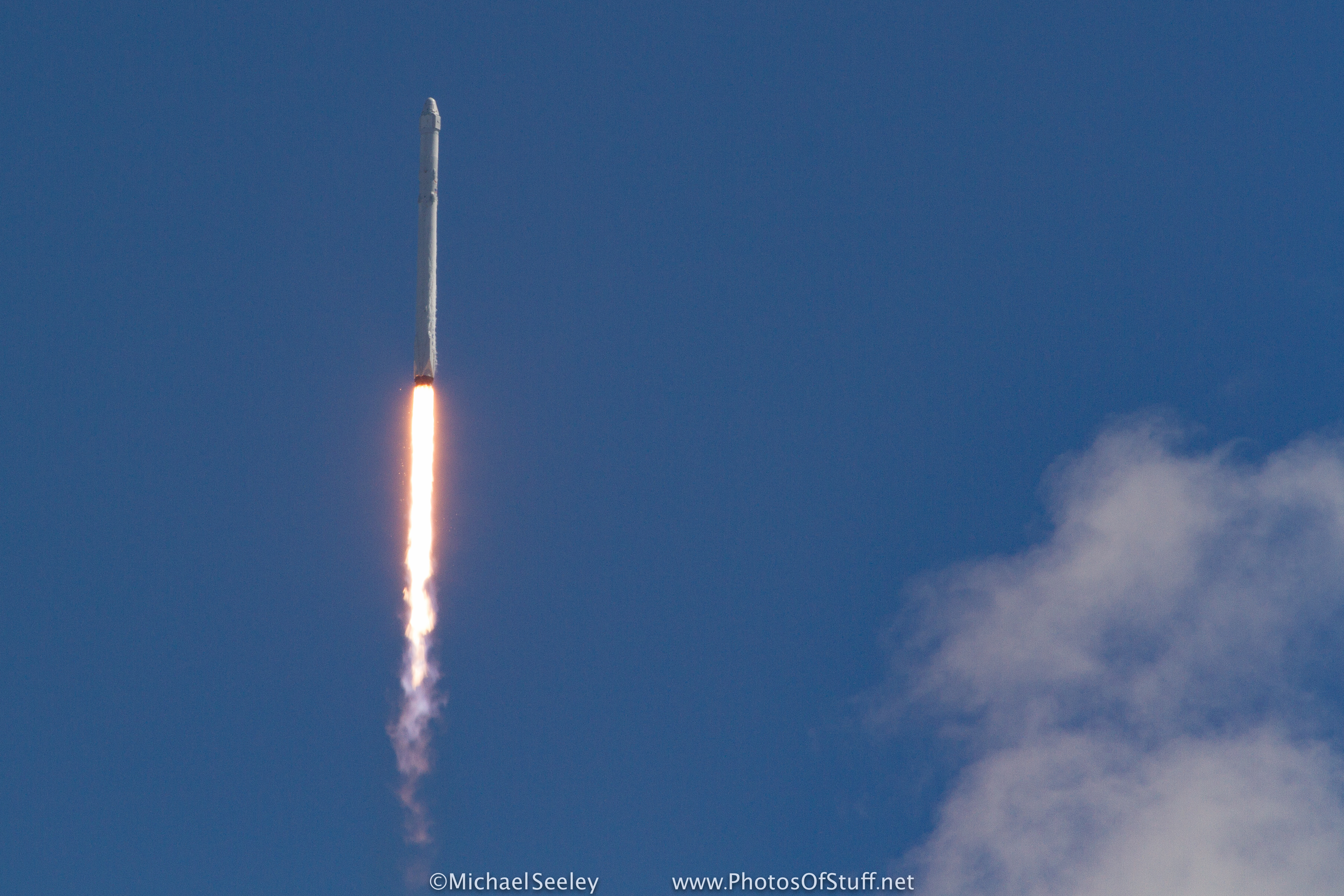